# Pruska Mała
Pruska Mała – wieś w Polsce położona w województwie podlaskim, w powiecie augustowskim, w gminie Augustów.
| SIMC    | Nazwa                | Rodzaj    |
| ------- | -------------------- | --------- |
| 1010584 | Kolonia Pruszczańska | część wsi |

Wieś magnacka położona była w końcu XVIII wieku w powiecie grodzieńskim województwa trockiego.
W latach 1954–1957 wieś należała i była siedzibą władz gromady Pruska Mała, po jej zniesieniu w gromadzie Janówka. W latach 1975–1998 miejscowość administracyjnie należała do województwa suwalskiego.